# Rhododendron hylaeum
Rhododendron hylaeum är en ljungväxtart som beskrevs av Isaac Bayley Balfour och Farrer. Rhododendron hylaeum ingår i släktet rododendron, och familjen ljungväxter. Inga underarter finns listade i Catalogue of Life.